# Collodes obesus
Collodes obesus är en kräftdjursart som beskrevs av Alphonse Milne-Edwards 1878. Collodes obesus ingår i släktet Collodes och familjen Inachoididae. Inga underarter finns listade i Catalogue of Life.